# Celso Yegros Estigarribia
Celso Yegros Estigarribia, né le 11 juillet 1935 à Itauguá, Paraguay, et mort le 6 avril 2013 à Asuncion, Paraguay, est un prélat catholique paraguayen.

## Biographie
Celso Yegros Estigarribia est ordonné prêtre en 1960. En 1983, il est nommé évêque du diocèse de Carapeguá et en 2010, il prend sa retraite.

## Sources
- (en) Profil sur Catholic hierarchy